# Rilland

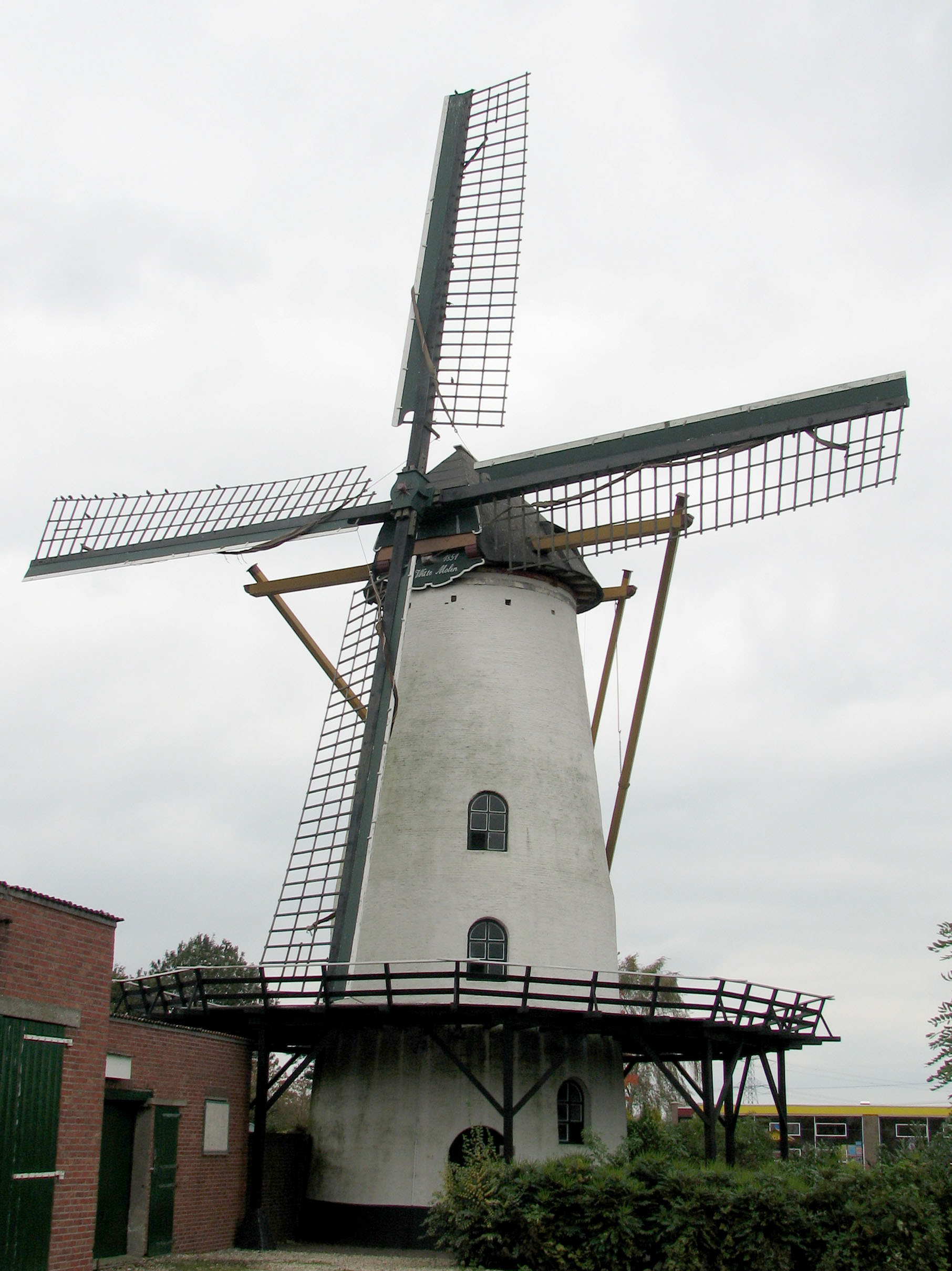
Väderkvarn som byggdes 1851.

Rilland är en tätort i Reimerswaal kommun i den nederländska provinsen Zeeland, med 3 008 invånare den 1 januari 2006. Rilland gränsar till provinsen Noord-Brabant och ligger vid Schelde-Rijnkanalen, söder om riksväg A58. Rilland är den ort i Zeeland som ligger längst österut på Zuid-Beveland. Omkring en kilometer utanför tätorten, vid Stationsbuurt ligger järnvägsstationen Rilland-Bath. Denna station är knuten till järnvägslinjen Roosendaal-Vlissingen.

## Historia
Dagens tätort är uppkallad efter en by, den största delen av denna försvann under en tidvattenflod i november 1530. Bortsett från detta blev kanalen Hinkelinge återigen djup. Först under 1600- och 1700-talen började man åter ta tillbaka landet som vattnet tagit. Vid tiden runt 1656 hade zeeuwerna tagit tillbaka Oostpolder, Mairepolder och Valkenissepolder genom att anlägga diken och pumpa ut vattnet med hjälp av väderkvarnar.
År 1754 kom de första planerna på att bygga diken runt Reigersbergschepolder, men själva byggandet startade inte förrän 1773. Byggandet blev försenat på grund av oenighet mellan de lokala domarna (ambachtsheer). Till exempel strejkade arbetarna på grund av för dåliga löner, och militären var tvungen att komma emellan för att stoppa strejken. Runt 300 arbetare från Oost-Friesland blev efter detta hemskickade.
När området var torrlagt kunde hus byggas, och det nya samhället Rilland grundlades. 1782 hade Rilland en smedja, en vagnmakare, ett härbärge, en skola och tio arbetsgivare.
Från 1811–1816 och 1878–1970 var Rilland tillsammans med Bath en egen kommun, denna blev 1970 sammanslagen med Krabbendijke, Kruiningen, Waarde och Yerseke till den nya kommunen Reimerswaal.